# Liste der Wappen im Landkreis Passau
Die Liste der Wappen im Landkreis Passau zeigt die Wappen der Gemeinden im bayerischen Landkreis Passau.

## Landkreis Passau

Landkreis Passau Über einem weiß-blau schräggerautetem (bayerische Rauten) Schildfuß in Silber ein steigender roter Wolf und ein links gewendeter steigender roter Panter.
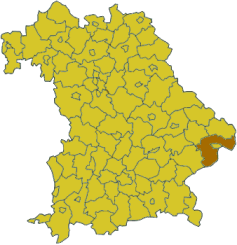
Lage des Landkreises Passau in Bayern
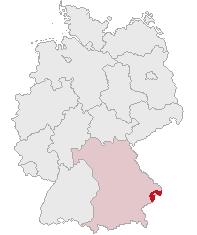
Lage des Landkreises Passau in Deutschland
Landkreis Griesbach i.Rottal (–1972) In Silber über einer aufsteigenden, eingeschweiften und gekürzten Spitze mit den bayerischen Rauten rechts ein aufspringendes linkshin gewendetes rotes Pferd, links ein steigender roter Panther.[1]
Landkreis Passau (–1972) Unter weiß-blau schräggerautetem Schildhaupt gespalten; vorne in Silber ein steigender roter Wolf, hinten in Silber drei blaue Wellenbalken.
Landkreis Vilshofen (–1972) Gespalten; vorne in Silber über grünem Dreiberg ein links gewendeter steigender roter Panther; hinten geteilt: oben die bayerischen Rauten, unten in Blau ein silberner Balken.[2]
Landkreis Wegscheid (–1972) Gespalten, vorne in Silber ein steigender roter Wolf, hinten in Rot ein silberner Balken; im goldenen Schildfuß ein schwarzer Tiegel.[3]

## Wappen der Städte, Märkte und Gemeinden

Gemeinde Aicha vorm Wald Schräglinks geteilt; vorne in Silber ein schräglinkes grünes Eichenblatt, hinten in Silber drei rote Balken.
Markt Aidenbach In Blau ein silberner Schrägbalken, belegt mit einem gebogenen, goldenen Doppelhaken.
Gemeinde Aldersbach In Silber auf rotem Dreiberg stehend eine gestürzte, eingeschweifte rote Spitze, darin die goldene Krümme eines Abtstabs.
Gemeinde Bad Füssing In Silber über einer nach dem unteren Schildrand gelegten blauen Kette ein roter Zweischalenbrunnen mit blauer Doppelfontäne.
Stadt Bad Griesbach i.Rottal In Rot über grünem Wellenschildfuß, darin vier schwarze Wellenfäden, ein wachsender silberner Felsenberg.
Gemeinde Beutelsbach (Bayern) In Gold unter einem mit Spitzen von Silber und Rot geteilten Sparren eine nach links gewendete, rot bewehrte, schwarze Utterschwalbe.
Gemeinde Breitenberg Unter blauem Schildhaupt, darin ein goldener Schrägbalken, in Silber ein offener roter Flug.
Gemeinde Büchlberg Gespalten von Silber und Blau; vorne ein links gewendeter steigender roter Wolf, hinten drei zwei zu eins gestellte silberne Halbmonde, oben zunehmend und abnehmend, unten linksschräg abnehmend.[4]
Markt Eging a.See Über grünem Schildfuß, darin wachsend aufgeschichtete silberne Pflastersteine, in Silber zwei bewurzelte grüne Tannen.[5]
Gemeinde Fürstenstein In Silber ein schwarzer Stufengiebel.[6]
Markt Fürstenzell In Blau unter einem von Rot und Silber gezwickelten Sparren eine goldene Krone.[7]
Gemeinde Haarbach Durch eine eingeschweifte blaue Spitze, darin ein silbernes Andreaskreuz, gespalten; vorne in Silber eine rote gekürzte und gestürzte Spitze, hinten in Gold ein gestümmelter schwarzer Ast mit beiderseits zwei beblätterten Zweigen.
Stadt Hauzenberg In Rot ein steigender silberner Wolf.
Markt Hofkirchen In Blau eine rechtstürmige rotbedachte silberne Kirche mit drei geteilten Bogenfenstern und schwarzem Portal in Seitenansicht, besteckt mit silberner Turmkugel und ebensolchem Dachkreuz.
Markt Hutthurm In Silber auf grünem Dreiberg ein steigender roter Wolf.
Gemeinde Kirchham Gespalten von Gold und Schwarz; vorne über gesenktem blauen Wellenbalken ein schwarzer Kirchturm, hinten zwei durchgehende silberne Rauten.
Markt Kößlarn In Rot der Rumpf eines golden bewehrten schwarzen Ebers.
Gemeinde Malching In Blau aus wachsendem goldenem Palisadenzaun wachsend ein linksgewendeter, goldener, doppelschwänziger Löwe, in seinen Vorderpranken einen silbernen Bischofsstab haltend.
Gemeinde Neuburg a.Inn Über grünem Dreiberg gespalten von Rot und Silber; vorne ein nach links gewendeter silberner Bauer mit Stulphut und Schaftstiefeln, der in der linken Hand drei goldene Ähren hält; hinten ein roter Greif.
Gemeinde Neuhaus a.Inn In Silber über zwei gesenkten schmalen blauen Wellenbalken ein nach links gewendeter roter Greif.
Gemeinde Neukirchen vorm Wald Über blauem Schildfuß eine eingeschweifte silberne Spitze, belegt mit einem aus dem unteren Schildrand wachsenden silbernen barocken Kirchturm mit schwarzem Dach, vorne in Rot eine silberne heraldische Rose, hinten geteilt von Rot und Blau, oben ein silberner Pfahl.
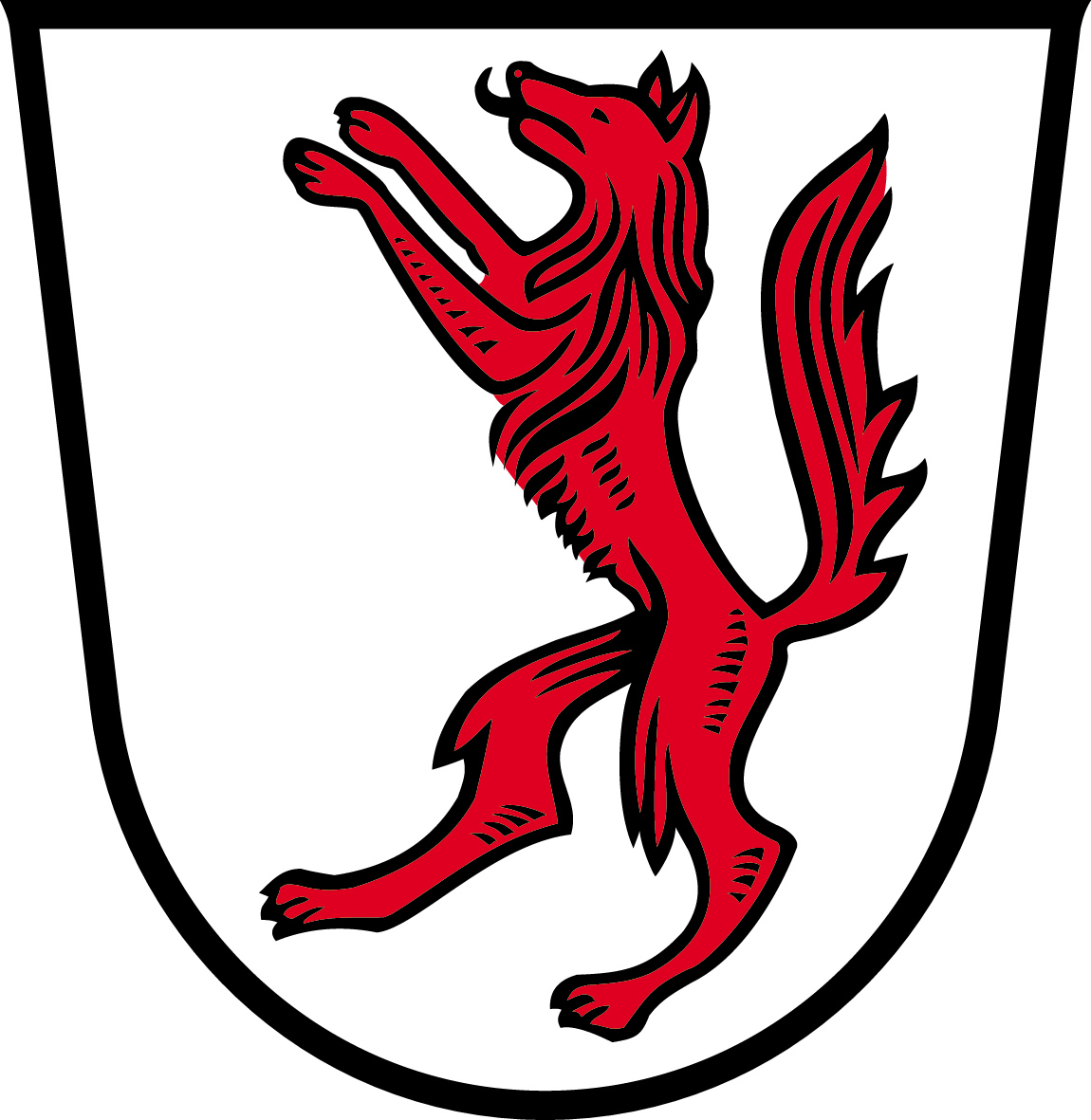
Markt Obernzell in Silber ein steigender roter Wolf.
Markt Ortenburg In Rot ein silberner Zinnenschrägbalken.
Stadt Pocking Gespalten von Blau und Silber; vorne über drei goldenen Wellenleisten ein nach links gewendeter goldener Halbmond, darunter ein aus dem unteren Schildrand wachsender, nach links gewendeter silberner Pferdekopf; hinten unter einem erhöhten roten Schrägbalken eine bewurzelte grüne Eiche mit drei goldenen Eicheln, belegt mit zwei schräg gekreuzten blauen Schlüsseln.
Markt Rotthalmünster In Blau eine eintürmige silberne Kirche; auf dem roten Dach des Langhauses stehend zwei silberne Störche.
Gemeinde Ruderting Gespalten von Silber und Blau; über einem durchgehenden Wellenbalken in verwechselten Farben vorne eine blaue heraldische Lilie, hinten ein silberner Wolfsrumpf.
Markt Ruhstorf a.d.Rott Gespalten von Schwarz und Gold; vorne ein silberner Ort, hinten ein schwarzes Zahnrad; aus dem unteren Schildrand aufwachsend eine von Silber und Schwarz gespaltene Ähre.
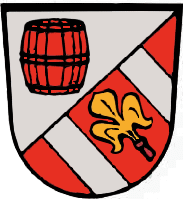
Gemeinde Salzweg Schräglinks geteilt von Silber und Rot; oben ein rotes Salzfass, unten zwischen zwei silbernen Schrägbalken ein schräg gestellter goldener Lilienstängel.
Gemeinde Sonnen In Grün ein silberner Balken, oben ein auffliegender silberner Falke, unten ein silbernes Hufeisen.
Gemeinde Tettenweis In Silber ein dreimal von Schwarz und Rot gespaltener Zickzackbalken, beseitet oben von zwei blauen heraldischen Rosen, unten von einer liegenden schwarzen Hirschstange.
Gemeinde Thyrnau In Schwarz aus einem goldenen Dreiberg wachsend ein an den Seiten ringförmig eingekerbtes goldenes Blatt.
Gemeinde Tiefenbach Gespalten; vorne von Rot und Silber schräg geteilt, darauf ein Panter in verwechselten Farben; hinten in Silber über grünem Dreiberg drei grüne Tannen.
Markt Tittling Gespalten; vorne in Silber ein mit einem linkshin schreitenden goldenen Löwen belegter schwarzer Schräglinksbalken, begleitet von zwei vierblättrigen roten heraldischen Rosen mit goldenen Butzen; hinten in Silber drei absteigende blaue Rauten.[8]
Markt Untergriesbach In Silber ein links gewendeter steigender roter Wolf.
Stadt Vilshofen an der Donau Schräg geteilt; oben schrägrechts gerautet von Silber und Blau (bayerische Rauten), unten in Rot ein schreitender silberner Panter.[9]
Markt Wegscheid In Blau ein silberner Balken, darauf eine rotbedachte silberne Kirche mit linksseitigem zwiebelbedachtem Kirchturm, links beseitet von einer zufliegenden silberne Taube, einen goldenen Scheit im Schnabel; unten auf grünem Boden drei grüne Nadelbäume.
Markt Windorf In Silber ein steigender roter Wolf.
Gemeinde Witzmannsberg Gespalten von Schwarz und Gold; vorne ein gestürzter und ein aufrechter silberner Sparren, hinten ein steigender schwarzer Ziegenbock.

## Ehemalige Gemeinden mit eigenem Wappen

Gemeinde Alkofen Gespalten, vorne gespalten von Silber und Blau, darin ein Sparren in verwechselten Farben, hinten in Gold ein Lothringer Kreuz
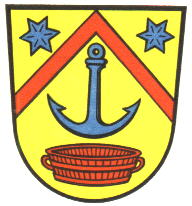
Gemeinde Bad Höhenstadt In Gold über einer roten Holzbadewanne schwebend ein blauer Anker, darüber ein roter Sparren; in den Oberecken je ein sechsstrahliger blauer Stern.
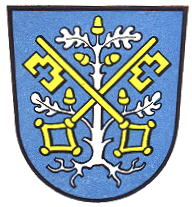
Markt Hartkirchen In Blau eine bewurzelte silberne Eiche mit fünf goldenen Eicheln, belegt mit zwei schräg gekreuzten goldenen Schlüsseln.
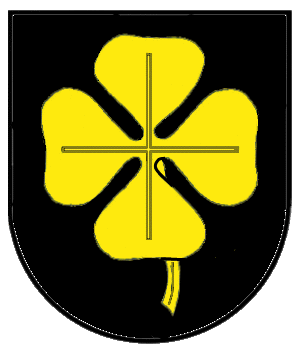
Gemeinde München In Schwarz ein vierblättriges goldenes Kleeblatt mit abhängendem goldenem Stiel.
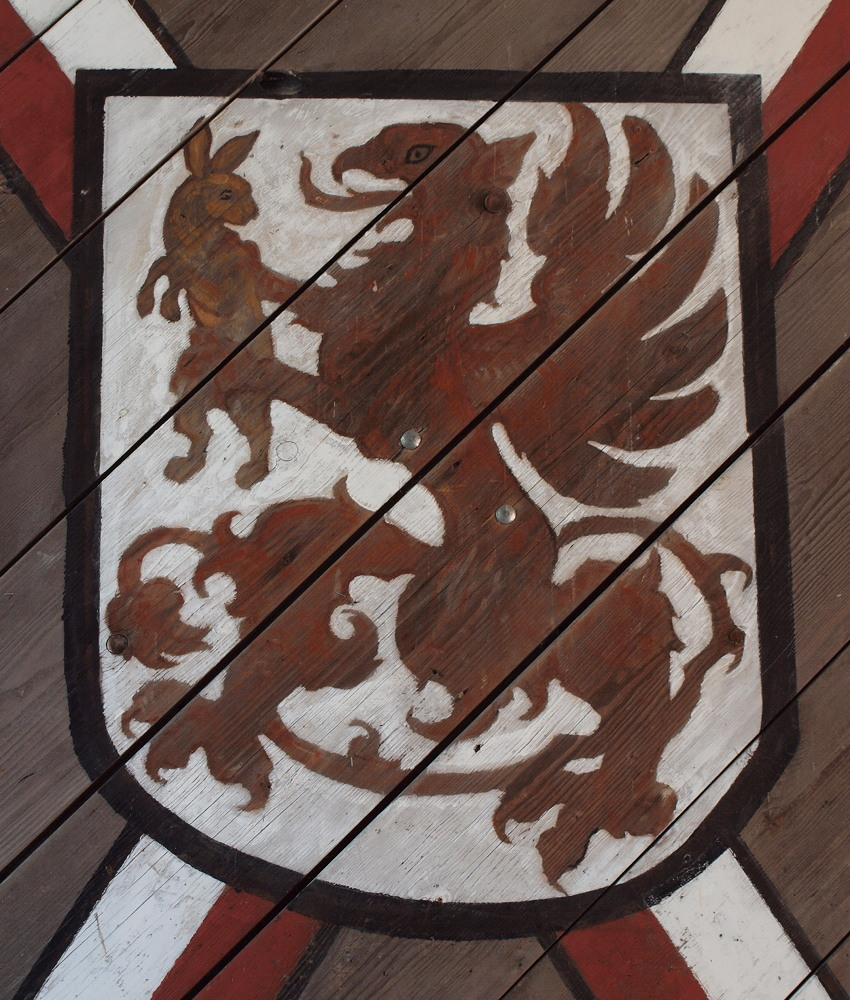
Gemeinde Neuburg a.Inn(–1972) In Silber ein roter Greif mit einem braunen Hasen in den Vorderpranken
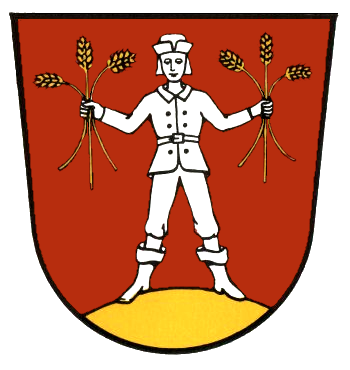
Gemeinde Neukirchen a.Inn In Rot auf goldenem Hügel stehend ein silbern gekleideter Bauer mit Stulphut und Schaftstiefeln, in jeder Hand drei goldene Ähren haltend.
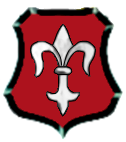
Gemeinde Rainding Innerhalb eines schwarzen Bordes in Rot eine silberne Lilie
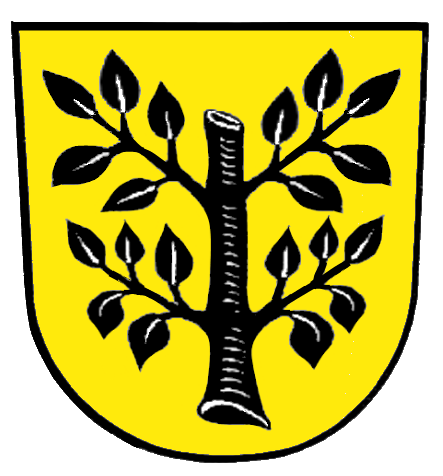
Gemeinde Sachsenham In Gold ein schwarzer abgeschnittener Lindenast mit beidseits je zwei fünfblättrigen Trieben
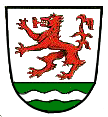
Gemeinde Sandbach In Silber über grünem Schildfuß, darin ein silberner Wellenbalken, ein steigender roter Wolf.
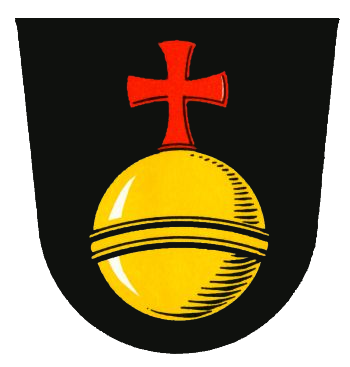
Gemeinde Sankt Salvator In Schwarz eine goldene Weltkugel, darauf ein rotes Tatzenkreuz.